# Prêmio Memorial Karl Landsteiner
O Prêmio Memorial Karl Landsteiner (em inglês:  Karl Landsteiner Memorial Award) é um prêmio concedido pela American Association of Blood Banks (AABB) para cientistas com "an international reputation in transfusion medicine or cellular therapies" "whose original research resulted in an important contribution to the body of scientific knowledge". Os recipientes apresentam uma palestra no AABB Annual Meeting e recebem um honorário de US$ 7.500. O prêmio foi iniciado em 1954 em memória de Karl Landsteiner, cujas pesquisas lançaram os fundamentos da moderna terapia de transfusão de sangue.

## Recipientes
- 1954 Reuben Ottenberg
- 1955 Richard Lewisohn
- 1956 Philip Levine, Alexander Solomon Wiener
- 1957 Ruth Sanger, Robert Russell Race
- 1958 Oswald Hope Robertson, Francis Peyton Rous, J. R. Turner
- 1959 Ernst Witebsky
- 1960 Patrick Mollison
- 1961 Robin Coombs
- 1962 William Clouser Boyd
- 1963 Fred H. Allen Jr., Louis Diamond
- 1964 Joghem van Loghem
- 1965 Ruggero Ceppellini
- 1966 Elvin Kabat
- 1967 Walter Thomas James Morgan, Winifred Watkins
- 1968 Rodney Porter
- 1969 Vincent Freda, John G. Gorman, William Pollack
- 1970 Jean Dausset
- 1971 Bruce Chown, Marion Lewis
- 1972 Richard E. Rosenfield
- 1973 Arthur Mourant
- 1974 Manfred Martin Mayer, Hans Joachim Müller-Eberhard
- 1975 Baruch Blumberg, Alfred M. Prince
- 1976 Marie Cutbush Crookston, Eloise Giblett
- 1977 Rose Payne, Jon van Rood
- 1978 Fred Stratton
- 1979 Nevin Hughes-Jones, Serafeim P. Masouredis
- 1980 Donald M. Marcus, James M. Stavely
- 1981 James Danielli, Seymour Jonathan Singer
- 1982 Georges Köhler, César Milstein
- 1983 Vincent T. Marchesi
- 1984 Oliver Smithies
- 1985 Saul Krugman
- 1986 Claes F. Högman, Grant R. Bartlett
- 1987 Edward Donnall Thomas
- 1988 Charles P. Salmon
- 1989 George William Gregory Bird
- 1990 Robert Gallo, Luc Montagnier
- 1991 Paul Terasaki
- 1992 Harvey J. Alter, Daniel W. Bradley, Qui-Lim Choo, Michael Houghton, George Kuo, Lacy Overby
- 1993 C. Paul Engelfriet
- 1994 Kenneth Brinkhous, Harold Roberts, Robert Wagner, Robert Langdell
- 1995 W. Laurence Marsh
- 1996 Eugene Goldwasser
- 1997 Wendell F. Rosse
- 1998 Richard H. Aster, Scott Murphy, Sherrill J. Slichter
- 1999 Kary Mullis
- 2000 Michael DeBakey
- 2001 John Maxwell Bowman
- 2002 Hal E. Broxmeyer
- 2003 Victor A. McKusick
- 2004 Tibor Greenwalt
- 2005 Peter Agre
- 2006 James Watson
- 2007 Peter Issitt
- 2008 Ernest Beutler
- 2009 Curt I. Civin
- 2010 Steven Rosenberg
- 2011 David Weatherall, Yuet Wai Kan
- 2012 Kenneth Kaushansky
- 2013 Barry S. Coller
- 2014 Carl H. June
- 2015 Nancy Andrews
- 2016 Stuart Orkin
- 2017 Irving Weissman
- 2018 David A. Williams
- 2019 David Anstee, Jean-Pierre Cartron, Colvin Redman, Fumiichiro Yamamoto